# Andouin Aubert
Andouin Aubert (* ¿? - † 1363) fue un jurista francés, obispo y cardenal durante el Papado de Aviñón.

## Biografía
Andouin era hijo de Guy Aubert y Margherita de Livron, y sobrino del papa Inocencio VI por parte de su padre. Además, era primo del cardenal Pierre de Monteruc.

### Carrera eclesiástica
Graduado in utroque iure, obtuvo del Papa Benedicto XII numerosos cargos canónicos. Fue nombrado protonotario apostólico y, en 1349,  obispo de París, cargo que desempeñó hasta diciembre de 1350, cuando fue consagrado obispo de Auxerre, cargo que dejó en enero de 1353 para trasladarse a la sede de Maguelonne.
Al año siguiente renunció al cargo de obispo y fijó su residencia en Aviñón, después de haber sido creado cardenal presbítero de San Juan y San Pablo en el consistorio de 1353.
Llegó a ser cardenal de Ostia y Velletri en julio de 1361, al convertirse en decano del Colegio Cardenalicio. Ostentando este cargo asistió al cónclave de 1362 que elegiría a Urbano V.
A su muerte fue enterrado en el monasterio cartujo de Villeneuve-les-Avignon.